# Lynchage de 1920 à Duluth

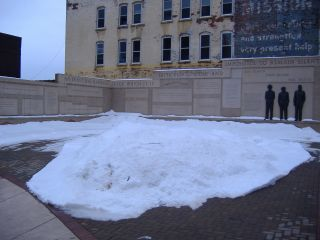
Mémorial érigé à Duluth en l'honneur des trois travailleurs lynchés en 1920.

Le lynchage de 1920 à Duluth est survenu le 20 juin 1920, lorsque trois travailleurs noirs ont été attaqués et lynchés par une foule à Duluth (Minnesota). Des rumeurs selon lesquelles six Afro-Américains avaient violé une jeune femme de 19 ans avaient circulé. L'enquête, cependant, n'a pas permis de confirmer le viol, ni d'agression,.
Cette tuerie a choqué le pays, particulièrement parce qu'elle a eu lieu dans le Nord des États-Unis, bien que le Minnesota ait été le lieu de quatre autres lynchages précédemment. 
En 2003, la ville de Duluth a érigé un mémorial pour ces travailleurs assassinés, très vraisemblablement innocents. 

## Prémices
En septembre 1918, un immigré finlandais, nommé Olli Kinkkonen, a été lynché à Duluth, pour avoir déserté son service militaire durant la Première Guerre mondiale. Kinkkonen a été retrouvé, goudronné, plumé et pendant au-dessus d'un arbre au Lester Park. Les autorités n'ont pas poursuivi en justice les assassins car ils ont clamé que la victime s'est pendue elle-même par honte d'avoir été goudronnée et plumée.
Durant et immédiatement après la Première Guerre mondiale, une grande partie des Afro-Américains ont immigré du Sud du pays vers le Nord et le Midwest à la recherche de travail. La population du Midwest a alors perçu les immigrés noirs comme une menace pour l'emploi. Cet antagonisme racial s'est développé en émeutes ethniques en 1919.

## Description

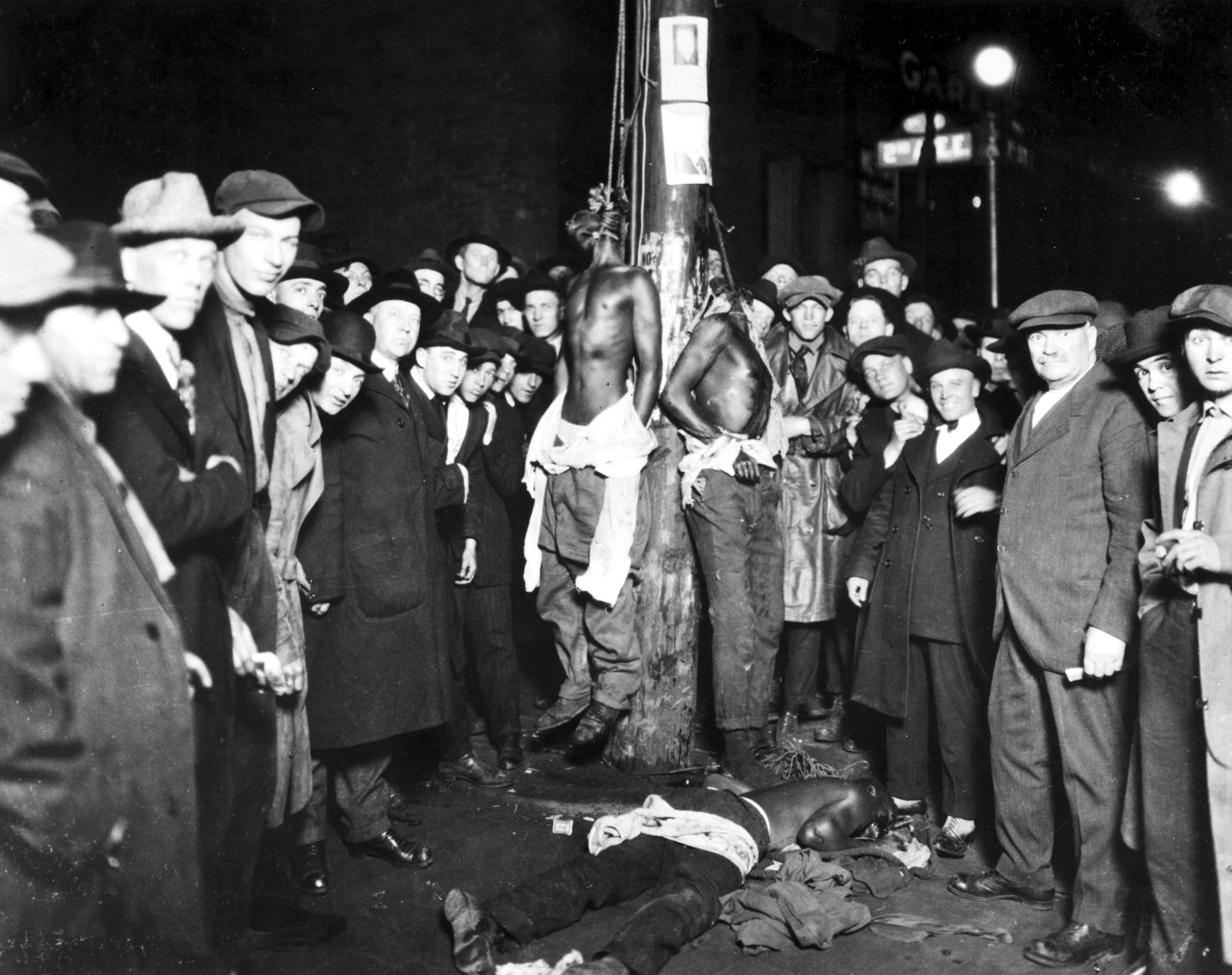
Carte postale du lynchage de Duluth.

Le 14 juin 1920, le cirque James Robinson prend place à Duluth. Deux jeunes locaux, Irene Tusken, 19 ans, et James Sullivan, 18 ans, se rencontrent dans le cirque, regardant les travailleurs afro-américains démanteler les tentes, charger les wagons, etc. Les événements qui ont lié Tusken, Sullivan et les travailleurs sont inconnus ; cependant, plus tard dans la même nuit, Sullivan affirme que, lui et Tusken, ont été agressés, et Tusken a été violée par cinq ou six de ces travailleurs noirs. Durant la matinée du 15 juin, le chef de police de Duluth, John Murphy, reçoit un appel du père de James Sullivan expliquant que six travailleurs noirs ont agressé et violé Irene Tusken. John Murphy demande par la suite à Sullivan et Tusken d'identifier leurs agresseurs. La police arrêtent six hommes noirs à l'origine de l'agression.
L'authenticité de cette agression a été remise en question. Lorsque Tusken a été examinée par son gynécologue, Dr. David Graham, au matin du 15 juin, il ne trouve aucune trace de viol, ni d'agression.
L'article a été imprimé sur journal, alors que des rumeurs circulent disant que Tusken est décédée à la suite de l'agression. Durant la journée, une foule estimée de 5 000 à 10 000 individus se forme autour de la prison de Duluth et force la porte pour s'emparer des accusés. La police de Duluth, ayant reçu l'ordre de n'utiliser aucune arme, n'offre aucune réelle résistance aux manifestants. Ils se saisissent d'Elias Clayton, Elmer Jackson et Isaac McGhie et les accusent d'être coupables du viol de Tusken. Les trois hommes sont lynchés par la foule.

## Suites
Max Mason, un autre membre de la troupe, échappa au lynchage mais fut condamné à 30 ans de prison en 1920. À la suite de sa condamnation, ses avocats firent pression pour l'adoption de loi anti-lynchage dans le Minnesota en 1921. Max Mason fut libéré de façon préventive en 1925, à condition de rester en dehors du Minnesota pendant 16 ans. Il fut finalement gracié à titre posthume le 12 juin 2020.
Cet épisode de violence a inspiré, quarante-cinq ans après les faits, la chanson Desolation Row à Bob Dylan, natif de Duluth.